# Подразливість

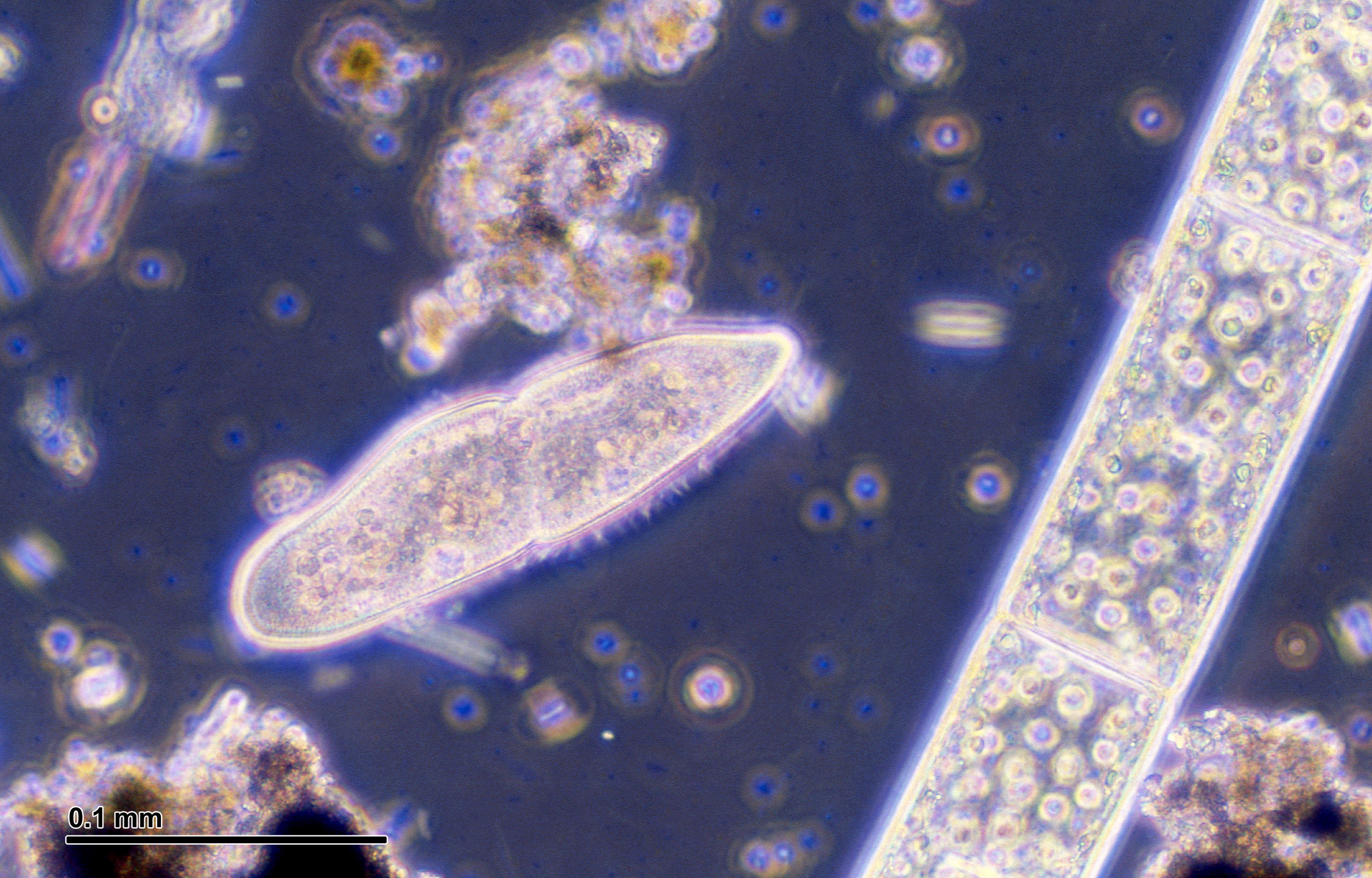
Інфузорія туфелька

Подразливість — здатність організму реагувати на дію подразника (стимулу). Подразниками для тварин можуть бути світло, механічні впливи, температура, сольовий склад води, їжа, вологість, звуки, хімічні речовини та ін. Термін використовується як для позначення фізіологічної реакції на подразники, так і для патологічної, аномальної або надмірної чутливості до подразників.